# Kovrčasta kokica
Kovrčasta kokica (lat. Sparassis crispa) vrsta je jestive gljive iz roda Sparassis.

## Opis
Gljiva je najčešće nepravilnog loptastog oblika, promjera do 60 cm. Boje je bijele do krem žute kod starijih primjeraka. Miris gljive je blag a okus ugodan.   
Otisak spora je krem boje, dok su spore glatke i ovalnog oblika.
Najčešće raste na crnogoričnom drveću poput ariša, bora i smreke.

## Kulinarska uporaba
Mlada i svježe ubrana gljiva smatra se za dobru jestivu vrstu. Gljivu prije pripreme treba dobro očistiti od trunja.

## Ljekovitost
Osim što je jestiva ova je gljiva i ljekovita.